# Nino Niederreiter
Nino Niederreiter (Coira, 8 settembre 1992) è un hockeista su ghiaccio svizzero professionista che gioca nel ruolo di centro.

## Carriera
È stato la quinta scelta assoluta dell'Entry Draft 2010 scelto dai New York Islanders, diventando così lo svizzero scelto nella posizione più alta nell'Entry Draft di sempre. Dalla stagione 2010-11 ha giocato nella National Hockey League con la squadra newyorkese degli Islanders, per poi passare nel 2013 ai Minnesota Wild.
In occasione del mondiale del 2013 conquistò la medaglia d'argento, la prima in carriera.
Il 16 febbraio 2015 grazie a una doppietta segnata contro i Vancouver Canucks diventa il giocatore svizzero ad aver segnato il maggior numero di gol in una stagione NHL (18), superando Mark Streit che nella stagione 2008-09 si fermò a 16. Ad ottobre 2023 risulta essere il giocatore elvetico ad aver messo a segno il maggior numero di reti in NHL, avendo raggiunto le 222 marcature.

## Statistiche
Statistiche aggiornate a luglio 2012.

### Club
| Stagione | Squadra                 | Stagione regolare | Stagione regolare | Stagione regolare | Stagione regolare | Stagione regolare | Stagione regolare | Playoff | Playoff | Playoff | Playoff | Playoff |
| Stagione | Squadra                 | Lega              | P                 | G                 | A                 | Pt                | PIM               | P       | G       | A       | Pt      | PIM     |
| -------- | ----------------------- | ----------------- | ----------------- | ----------------- | ----------------- | ----------------- | ----------------- | ------- | ------- | ------- | ------- | ------- |
| 2006-07  | Davos U17               | Elite Novizen     | 32                | 43                | 19                | 62                | 38                |         |         |         |         |         |
| 2007-08  | Davos U20               | Elite Jr. A       | 5                 | 5                 | 1                 | 6                 | 4                 | 3       | 0       | 1       | 1       | 8       |
|          | Davos U17               | Elite Novizen     | 32                | 39                | 26                | 65                | 62                | 5       | 6       | 3       | 9       | 4       |
| 2008-09  | Davos                   | NLA               | 0                 | 0                 | 0                 | 0                 | 0                 | 3       | 0       | 1       | 1       | 0       |
|          | Davos U20               | Elite Jr. A       | 30                | 20                | 14                | 34                | 44                | 8       | 5       | 6       | 11      | 12      |
|          | Davos U17               | Elite Novizen     | 14                | 19                | 13                | 32                | 8                 | -       | -       | -       | -       | -       |
| 2009-10  | Portland Winterhawks    | WHL               | 65                | 36                | 24                | 60                | 68                | 13      | 8       | 8       | 16      | 16      |
| 2010-11  | New York Islanders      | NHL               | 9                 | 1                 | 1                 | 2                 | 8                 | -       | -       | -       | -       | -       |
|          | Portland Winterhawks    | WHL               | 55                | 41                | 29                | 70                | 67                | 21      | 9       | 18      | 27      | 30      |
| 2011-12  | Bridgeport Sound Tigers | AHL               | 6                 | 3                 | 1                 | 4                 | 4                 |         |         |         |         |         |
|          | New York Islanders      | NHL               | 55                | 1                 | 0                 | 1                 | 12                |         |         |         |         |         |
| 2012-13  | New York Islanders      | NHL               | -                 | -                 | -                 | -                 | -                 |         |         |         |         |         |

### Nazionale
| Stagione | Livello               | Risultati        | Risultati | Risultati | Risultati | Risultati | Risultati |
| Stagione | Livello               | Competizione     | P         | G         | A         | Pt        | PIM       |
| -------- | --------------------- | ---------------- | --------- | --------- | --------- | --------- | --------- |
| 2007-08  | Switzerland U18       | WJC-18           | 6         | 1         | 1         | 2         | 2         |
|          | Switzerland U18 (all) | International-Jr | 6         | 1         | 1         | 2         | 2         |
| 2008-09  | Switzerland U18       | WJC-18           | 6         | 3         | 3         | 6         | 16        |
|          | Switzerland U18 (all) | International-Jr | 10        | 9         | 5         | 14        | 22        |
| 2009-10  | Switzerland U20       | WJC-20           | 7         | 6         | 4         | 10        | 10        |
|          | Switzerland           | WC               | 4         | 0         | 0         | 0         | 4         |
|          | Switzerland (all)     | International    | 7         | 0         | 0         | 0         | 4         |
| 2010-11  | Switzerland U20       | WJC-20           | 6         | 2         | 2         | 4         | 12        |
|          | Switzerland U20 (all) | International-Jr | 12        | 4         | 6         | 10        | 24        |
| 2011-12  | Switzerland           | WC               | 6         | 0         | 0         | 0         | 2         |
|          | Switzerland (all)     | International    | 10        | 2         | 0         | 2         | 2         |

## Palmarès

### Club
- Campionato svizzero: 1

 Davos: 2008-09

### Nazionale

#### Mondiali
- 4 medaglie:
  - 4 argenti (Svezia 2013, Danimarca 2018, Repubblica Ceca 2024, Svezia e Danimarca 2025)

### Individuale
- Campionato del mondo U-18:

2008-09: Top 3 Player on Team
- Campionato del mondo U-20:

2009-10: All-Star Team
- Canadian Hockey League:

2009-10: Top Prospects Game
- Western Hockey League:

2009-10: (West) Second All-Star Team